# Cinquanta-cinc
El cinquanta-cinc és un nombre natural que segueix el cinquanta-quatre i precedeix el cinquanta-sis. S'escriu 55 o LV segons el sistema de numeració emprat.
Ocurrències del cinquanta-cinc:
- Designa l'any 55 i el 55 aC
- És el codi telefònic internacional de Brasil.
- És el nombre atòmic del Cesi.
- En la Successió de Fibonacci va després del trenta-quatre i abans del vuitanta-nou
- És el quart nombre de Kaprekar, després del quaranta-cinc i abans del noranta-nou